# (308635) 2005 YU55

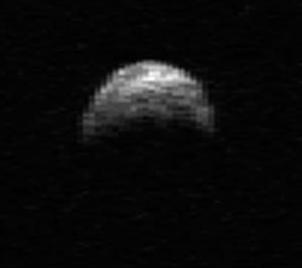
Asteroide 2005 YU55.

Animação do modelo de aproximação entre a Terra e o asteroide.

(308635) 2005 YU55, também escrito como (308635) 2005 YU55, é um asteroide de 400 metros de diâmetro descoberto no dia 28 de dezembro de 2005 pelo astrônomo Robert McMillan. O asteroide passou entre a Terra e a Lua entre os dias 8 a 9 de novembro de 2011. A NASA já descartou o risco de colisão desse asteroide com o planeta Terra, porém, ele passou a 0,85 distâncias lunares da Terra. O que equivale a uma distância comum da Terra para a Lua de 384 403 quilômetros.